# Gra środkowa
Gra środkowa – termin szachowy, oznaczający fazę partii między debiutem a końcówką. Gra środkowa rozpoczyna się, gdy zawodnicy rozwinęli już swoje figury, najczęściej zabezpieczając także pozycję króla dzięki roszadzie. W przeciwieństwie do debiutu, w którym hetmany najczęściej nie włączają się jeszcze bezpośrednio do walki, w grze środkowej biorą czynny udział. W grze środkowej obydwaj zawodnicy dzięki przemyślanym planom strategicznym oraz działaniom taktycznym (kombinacje) dążą do zdobycia przewagi pozycyjnej lub materialnej, bądź też bezpośrednio stwarzają groźby matowe królowi przeciwnika. Jeśli wskutek działań na szachownicy liczba figur zostanie znacznie zredukowana tak, że możliwe będzie włączenie do gry królów, oznacza to, że partia weszła w fazę gry końcowej.